# Евгений Вюртембергский
Евгений Вюртембергский (Виртембергский), (полное имя: Фридрих Евгений Карл Пауль Людвиг Вюртембергский, нем. Friedrich Eugen Karl Paul Ludwig von Württemberg; 18 января 1788, Эльс — 16 сентября 1857, Карлсруэ) — герцог, русский генерал от инфантерии, племянник императрицы Марии Фёдоровны (супруги Павла I).

## Биография
Евгений — сын герцога Евгения Фридриха Генриха Вюртембергского и Луизы Штольберг-Гедернской.
По протекции августейшей тётки зачислен на русскую военную службу с чином полковника вскоре по вступлении на престол Павла I — осенью 1796 года (8-ми лет от роду). 14 ноября 1797 года зачислен полковником в лейб-гвардии Конный полк. 4 февраля 1799 года произведён в генерал-майоры. 11 марта 1799 года назначен шефом Драгунского генерал-майора барона фон-дер-Остен-Сакена 3-го полка. Все перечисленные чины и должности проходил заочно, числясь «в отпуску для прохождения наук». Проживал с родителями в Силезии.

Приехал в Россию и представлен ко двору в январе 1801 года (13-ти лет от роду). Возведён в кавалеры ордена Св. Иоанна Иерусалимского. Пользовался расположением Императора Павла I и его супруги, обещавшим мальчику блестящую карьеру, надежды на которую разрушились после убийства Павла I 11 марта 1801 года. 6 апреля 1801 года переведён в пехоту, назначен шефом Таврического гренадерского полка, вскоре затем отослан к родителям в Силезию. В 1801—1805 годах — числился в отпуске «для завершения наук». В начале 1806 года прибыл в штаб действующей русской армии в Пруссии, поступил на службу. Участвовал в кампании 1806—1807 годов против Наполеона. В сражениях под Пултуском 14 декабря 1806 года (награждён 14 февраля 1807 года орденом Св. Георгия 4-й ст. 
В воздаяние отличного мужества и храбрости, оказанных в сражении против французских войск 14 декабря под Пултуском, где, находясь при генерале от кавалерии бароне Беннигсене, по собственному желанию был послан в самые опасные места с поручениями, которые выполнил под неприятельскими выстрелами с усердием и неустрашимостию.
Также участвовал в сражениях при Прейсиш-Эйлау 7-8 февраля 1807 года (награждён орденом Св. Анны 1-й ст.), Янкове, Вольфсдорфе, Фридланде 14 июня 1807 года (контужен в ногу). За кампанию 1807 года награждён золотой шпагой с надписью «За храбрость».
В 1808—1810 годах командовал бригадой 3-й пехотной дивизии. Составил записку «О Наполеоне и образе ведения войны против него» (1809). 18 апреля 1809 года пожалован орденом Александра Невского.

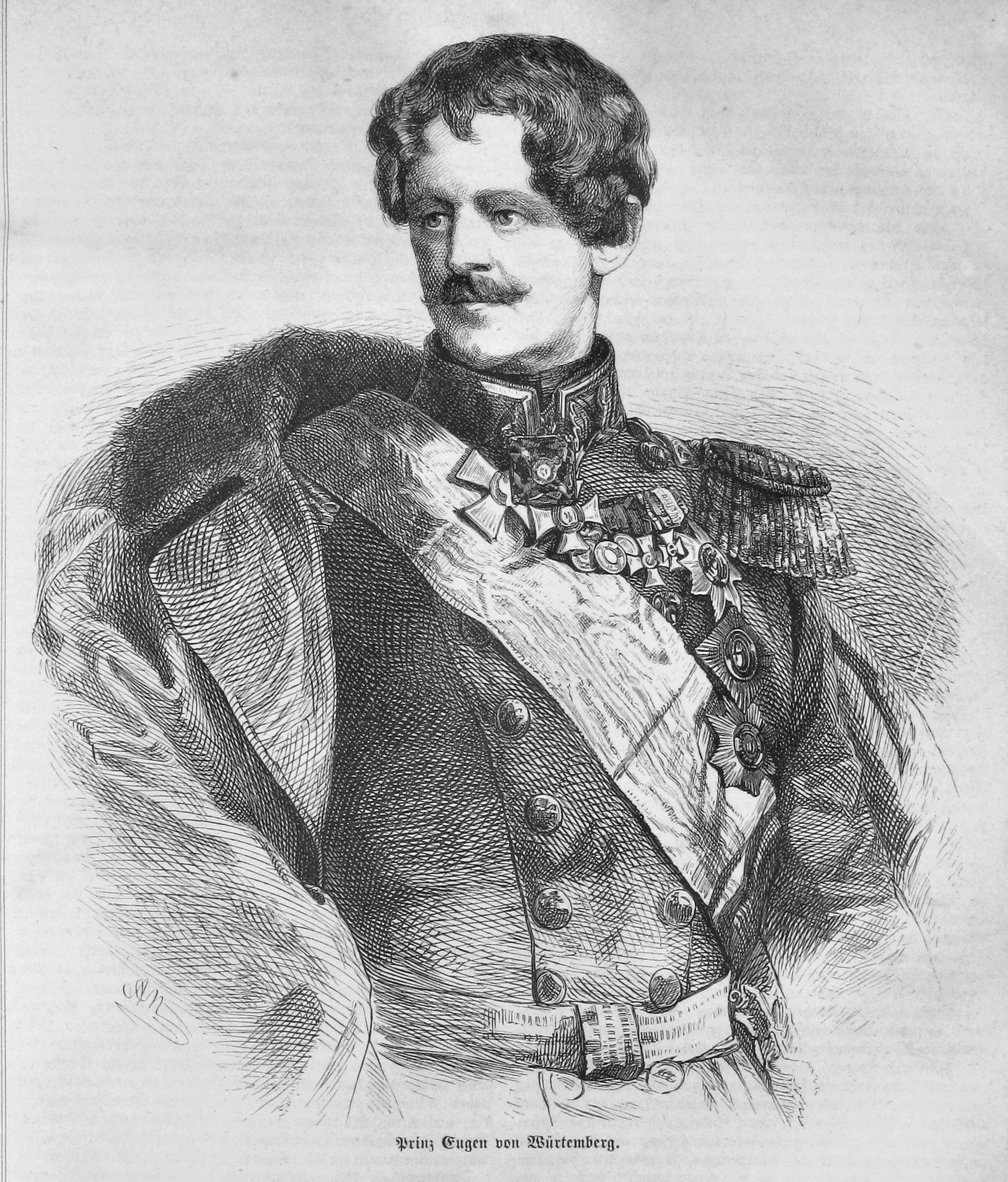
Евгений Вюртембергский

26 мая 1811 года — назначен командиром 1-й бригады (Кременчугский и Минский пехотные полки) 4-й пехотной дивизии, 27 мая 1812 года — назначен командиром 4-й пехотной дивизии. Участвовал в Отечественной войне 1812 года: в сражениях под Смоленском (лично водил в атаку 4-й егерский полк, награждён 5 августа 1812 орденом Св. Владимира 2-й ст.), Бородино (награждён 20 октября 1812 года орденом Св. Георгия 3-й ст.), Малоярославцем, Вязьмой, Красном. 7 августа 1812 года командовал войсками в бою у деревни Гедеоново (прикрывал отступление арьергарда 1-й Западной армии), за что 20 октября 1812 года произведён в генерал-лейтенанты. 3 ноября 1812 года назначен командиром 2-го пехотного корпуса. В ознаменование победного окончания кампании 1812 года пожалованы бриллиантовые знаки к ордену Св. Александра Невского.
Участник Заграничного похода русской армии 1813—1814 годов. В 1813 году участник сражений при Калише, под Лютценом (после ранения генерала Г. Л. Блюхера принял командование прусскими войсками), Бауценом, Рейхенбахом и Дрезденом. При отступлении союзников в Богемию, командуя 10-тысячным отрядом, выдержал натиск тройных сил генерала Вандама, в Кульмском сражении командовал первой линией центра русской позиции. С особым отличием участвовал в битве при Лейпциге — его корпус взял с. Вахау и стойко оборонял его, понеся большие потери (награждён 8 октября 1813 года орденом Св. Георгия 2-й ст.) За отличия в эту кампанию 11 ноября 1813 года награждён орденом Св. Владимира 1-й ст., второй золотой шпагой «За храбрость» и прусским орденом Красного орла 1-й ст. В кампанию 1814 года участвовал в сражениях: при Ножане, Бар-сюр-Об, Фер-Шампенуазе, ряде других боёв и столкновений. При взятии Парижа командовал сводным отрядом, его войска вступили в Париж первыми (в награду 18 марта 1814 года произведён в генералы от инфантерии). В честь благополучного окончания войны с Наполеоном в 1814 году награждён рядом иностранных орденов: прусским Чёрного орла, австрийским Марии-Терезии 3-й ст., баварским военным Максимилиана-Иосифа 2-й ст., вюртембергскими «За военные заслуги» и Золотого орла, саксен-веймарским Белого сокола, французским Св. Людовика и ганноверским орденом Гвельфов.
1 сентября 1814 года — исключён из списков Таврического гренадерского полка (в связи с прекращением шефства). В 1815 году участвовал во 2-м походе во Францию. 12 июля 1818 года назначен командиром 1-го пехотного корпуса. 14 октября 1821 года — освобождён от командования корпусом, назначен состоять в Свите Его Императорского Величества в качестве генерала при Особе Его Величества. Вскоре, из-за неблаговоления императора Александра I, взял бессрочный отпуск и уехал в Силезию, где проживал в своих имениях.
Компетентные современники считали принца Евгения одним из лучших русских пехотных командиров периода Наполеоновских войн.
По смерти Императора Александра I возвратился в Россию и к исполнению обязанностей генерала Свиты Его Императорского Величества. Во время восстания декабристов 14 декабря 1825 года находился при императоре Николае I, организовал охрану Зимнего дворца.
21 декабря 1825 года — вновь назначен шефом Таврического гренадерского полка, называвшегося с этого времени и до кончины шефа «Гренадерским Его Королевского Высочества принца Евгения Вюртембергского полком». 22 августа 1826 года пожалован орденом Св. апостола Андрея Первозванного.
Занимался штабной работой, в 1826 году участвовал в составлении плана войны против Турции. С началом русско-турецкой войны 1828—1829 годов, выехал на театр военных действий, состоял при императоре Николае I. В июле 1828 года назначен командиром 7-го пехотного корпуса. При нападении на турецкий укреплённый лагерь на высоте Куртепе 18 (30) сентября был ранен. 3 октября нанёс поражение крупному турецкому отряду на реке Камчик (Камчия). 14 октября из-за конфликта с главнокомандующим генерал-фельдмаршалом графом И. И. Дибичем сдал корпус и уехал в Санкт-Петербург. За участие в кампании пожалованы бриллиантовые знаки к ордену Андрея Первозванного.
С 1829 года активного участия в военной службе и придворной жизни не принимал. Проживал, в основном, в своих имениях в Силезии, часто посещая Россию (преимущественно Петербург). В 1839 году участвовал в празднествах на Бородинском поле в честь 25-летия окончания войны с Наполеоном. После 1840 года посещал Россию редко, проживал в Силезии, занимался преимущественно музыкой (автор ряда симфонических и камерных сочинений) и литературой (написал обстоятельные мемуары). Скончался в любимом имении Карлсруэ, в Верхней Силезии, в кругу семьи.
13 (25) сентября 1857 года Его Королевское Высочество, состоявший при Особе Его Величества, шеф Гренадерского Имени своего полка, генерал от инфантерии, принц Евгений Вюртембергский исключён из списков умершим.

## Семья
В 1817 году Евгений женился на Матильде Вальдек-Пирмонтской (1801—1825). В браке родилось трое детей. В 1827 году он женился на Елене Гогенлоэ-Ланденбургской (1807—1880). В браке родилось четверо детей.
Дети:
- Мария (1818—1888), замужем за ландграфом Карлом II Гессен-Филипстальским, 2 сыновей
- Евгений Эрдман Вюртембергский (1820—1875), женат на Матильде Шаумбург-Липпской, 3 детей
- Вильгельм (1825—1825) — умер при рождении.
- Вильгельм (1828—1896), женат не был, детей не оставил
- Александра (1829—1913), женат не был, детей не оставил
- Николай Вюртембергский (1833—1903), женат на герцогине Вильгельмине Евгении, старшей дочери единокровного брата Евгения Эрдмана Вюртембергского, брак бездетный
- Агнесса Вюртембергская (1835—1886), вышла замуж за Генриха XIV (1832—1913) из младшей линии княжеского дома Рейсс, 2 детей

## Военные чины
- Полковник (14.11.1797)[7]
- Генерал-майор (04.02.1799)
- Генерал-лейтенант (20.10.1812)
- Генерал от инфантерии (18.03.1814)

## Награды
российские:
- Орден Святого Иоанна Иерусалимского (1801);
- Орден Святого Георгия 4-го кл. (26.02.1807);
- Орден Святой Анны 1-й ст. (08.04.1807),
- Орден Святого Владимира 3-й ст. (09.09.1807);
- Золотая шпага «за храбрость» с алмазами (20.05.1808);
- Орден Святого Александра Невского (18.04.1809)
- Орден Святого Владимира 2-й ст. (07.08.1812);
- Орден Святого Георгия 3-го кл. (20.10.1812);
- Алмазные знаки к Орден Святого Александра Невского (22.02.1813);
- Орден Святого Георгия 2-й ст. (08.10.1813);
- Орден Святого Владимира 1-й ст. (11.11.1813);
- Золотая шпага «за храбрость» с алмазами (1813);
- Орден Святого Андрея Первозванного (22.08.1826);
- Алмазные знаки к Ордену Святого Андрея Первозванного (01.04.1829).

иностранные:
- Орден Красного орла 1-й ст. (Пруссия, 1813);
- Орден Чёрного орла (Пруссия, 1814);
- Военный орден Марии Терезии 3-й ст. (Австрия, 1814);
- Военный орден Максимилиана Иосифа 2-й ст. (Бавария, 1814);
- Рыцарский орден Золотого орла, большой крест (Вюртемберг, 1814);
- Орден «За военные заслуги», большой крест с короной (Вюртемберг, 1814);
- Орден Белого сокола (Саксен-Веймар-Эйзенах);
- Королевский Гвельфский орден (Ганновер);
- Орден Святого Людовика (Франция).